# Acton Trussell and Bednall
Acton Trussell and Bednall est une paroisse civile du Staffordshire, en Angleterre.